# 카피 테스트
카피 테스트(copy test)는 마케팅 연구의 전문 분야이며 방영 전의 텔레비전 광고에 대한 연구를 말한다. 카피 테스트로 알려져 있지만, 프리 테스트(pre-test)라는 용어가 더 정확하다. 카피 테스트는 소비자 반응, 피드백, 행동을 기반으로 광고의 효과를 결정하는 마케팅 조사 전문 분야이다. 이 테스트는 텔레비전, 인쇄물, 라디오, 옥외 간판, 인터넷 및 소셜 미디어를 포함한 모든 미디어 채널을 다룰 수 있다.

## 같이 보기
- 광고
- 브랜드